# Az én XX. századom
Az én XX. Századom (El meu segle XX) és una pel·lícula de comèdia dramàtica de ciència-ficció hongaresa del 1989 escrita i dirigida per Ildikó Enyedi. Es va estrenar al Festival Internacional de Cinema de Toronto. Enyedi va guanyar el premi Càmera d'Or al 42è Festival Internacional de Cinema de Canes. La pel·lícula va ser seleccionada com a entrada hongaresa per la Millor pel·lícula en llengua estrangera als Premis Oscar de 1989, però no va ser acceptada com a nominada. a pel·lícula va ser escollida per formar part dels nous dotze de Budapest, una llista de pel·lícules hongareses considerades les millors l'any 2000.

## Trama
A Budapest l'any 1880 van néixer dues filles bessones, Dóra i Lili. Després de la mort de la seva mare, les bessones es mantenen venent llumins al carrer. Quan s'adormen una nit, dos homes agafen els seus llumins i, després d'un llançament de moneda, cadascú agafa una noia i marxen per la seva banda.
La nit de Cap d'Any de 1900, la Dóra, ara vagabunda, es troba a bord de l'Orient Express intentant estafar dos homes sense diners. A Àustria, la Lili, ara revolucionària, puja al tren on la veu breument la Dóra, que està borratxa i l'oblida a l'instant.
En una biblioteca, la Lili es troba amb Z, un home que no para de mirar-la. Els dos es coneixen i Z s'enamora d'ella, però la Lili, que porta una bomba que planeja fer servir per matar el ministre de l'Interior, continua concentrada en la seva política fins i tot quan el seu complot fracassa.
Més tard, Z es troba amb la Dóra en un vaixell. Creient que és Lili, ell li dona el número de la seva cabana on ella el roba i els dos després tenen sexe.
Quan Z i Lili es tornen a trobar, ell la porta al seu apartament. Lili, que abans havia rebutjat sexualment Z, li demana disculpes i li diu que lamenta la seva decisió anterior. Creient que la Lili demana disculpes per robar-lo, Z la porta al seu apartament i tenen relacions sexuals. L'endemà al vespre, la Lili ataca el ministre amb una bomba, però després de mirar-lo als ulls, fa volar la bomba i fuig. Buscant refugi d'una multitud de policies, la Lili s'amaga en una casa de diversió on, al girar una cantonada, veu la Dóra. Z també hi troba el camí i less veu breument plegades abans que fugin d'ell.

## Repartiment
- Dorota Segda - Dóra / Lili / Anya (com Dorotha Segda)
- Oleg Yankovskiy - Z
- Paulus Manker - Otto Weininger
- Péter Andorai - Thomas Edison
- Gábor Máté - K
- Gyula Kéry - ékszerész (com Kéri Gyula)
- Andrej Schwartz - Segéd
- Sándor Téri - Huszár (com Téry Sándor)
- Sándor Czvetkó – Jove anarquista
- Endre Koronczi - Liftboy
- Ágnes Kovács & Eszter Kovács – Bessones nenes

## Recepció

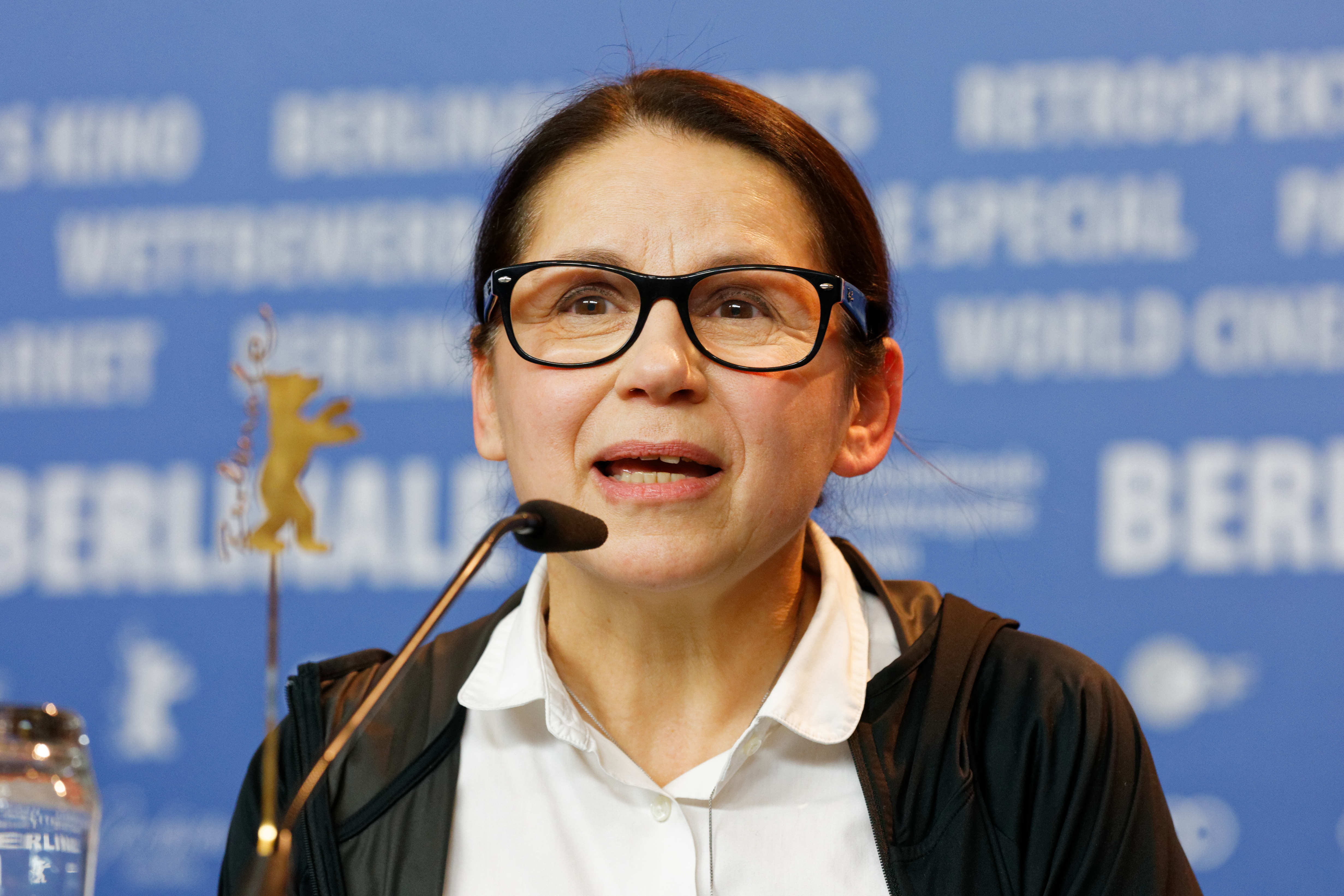
Ildikó Enyedi a la roda de premsa de la pel·lícula a Berlín

A l'agregador de ressenyes Rotten Tomatoes, la pel·lícula té un índex d'aprovació del 100%, basat en 9 ressenyes.En una ressenya positiva Silent London va escriure que "el cinema és només una de les idees del segle XX que il·luminen aquesta pel·lícula, des de la política fins a la ciència, la tecnologia i el transport. La pel·lícula d'Enyedi té la capacitat de fer que idees i invents que ara són familiars semblin nous de nou, per impregnar-los de la sensació de meravella i màgia que van tenir una vegada. Peter Bradshow va escriure a The Guardian que "Az én XX. Századom és un joc d'esprit, una fantasia eròtica capritxosa del centre d'Europa, una meditació mil·lenària sobre la modernitat, tot en blanc i negre i impregnat de l'esperit del cinema antic."
Darragh O'Donoghue, a la revista de cinema Cineaste, va descriure la pel·lícula com "una veritable obra mestra de la 'ciència-ficció domesticada'" i "un dels grans debuts de la història del cinema, tan formalment atrevida, visualment inventiva i temàticament complexa com Ciutadà Kane." "Aquí la ciència es tracta com una font de meravella, màgia, fantasia, utopisme... Cada seqüència, cada pla d'aquesta pel·lícula. és una mini-èpica en si mateixa: la cinematografia, la composició i el so tenen una intensitat a tota la pel·lícula que és rara al cinema."

## Anàlisi cinematogràfica
La comissària del Festival Internacional de Cinema de Toronto, Dorota Lech, va escriure que Az én XX. Századom era un "conte de fades entremaliat de sincronicitat i meravella de final de segle" i va establir la reputació d'Enyedi com "una pionera primerenca de la ciència-ficció femenina". cinema i un mestre de la narració laberíntica." Az én XX. Századom, continua, té "una narració preocupada tant per conceptes universals com per dilemes materials, que talla l'espai i el temps, esquitxada d'ironia, simbolisme i realisme documental" i "se centra en els orígens bessons de la modernitat". i el cinema, tots dos nascuts de l'electricitat". Recorda a l'espectador que Az én XX. Századom és sens dubte una de paradoxes i nosaltres, com el gos connectat amb elèctrodes, no sabem res de l'univers més enllà del nostre propi laboratori... Aquests fils narratius divergents del triomf científic masculí sobre la natura i la biologia femenina. La capacitat s'impulsa i es reflecteix en un calidoscopi d'esdeveniments de finals de segle". La pel·lícula és "una crítica aguda de l'arrogància de l'home mitjançant la seva recerca de la veritat i la seva suposada infal·libilitat de la ciència en el seu estat infantil."
L'estudiós de cinema Jonathan Owen escriu que Az én XX. Századom és "una història del mateix segle XX i dels seus atrevits desenvolupaments inicials -tecnològics, polítics i culturals- amb tota la seva màgia, promesa i perill" i l'anomena "meditació sobre la il·luminació tecnològica que és literalment lluminosa". Diu que la seqüència d'obertura és "clownista però una mica nefasta" i "estableix el to d'una pel·lícula que retrà homenatge a l'exuberància del cinema primerenc mentre reflexiona sobre les benediccions barrejades d'una modernitat dominada per les màquines". Enyedi, escriu Owen, "està tan compromesa amb les possibilitats no realitzades del segle XX com amb la forma que realment va prendre" i explica que les bessones són visions contràries del segle xx. Owen explica que el colom al final de la pel·lícula "transmet el romanç perdut de la comunicació pre-tecnològica" i "recorda el fracàs de la tecnologia moderna per realitzar el seu potencial utòpic i aconseguir una connexió global i social genuïna". Owen identifica una sèrie de pel·lícules mudes a les quals es fa referència a Az én XX. Századom, inclosa Orphans of the Storm de 1921 (protagonitzada per Lillian i Dorothy Gish, amb noms similars a Lili i Dóra), Now You Tell One de 1926, i La petite marchande d'allumettes de 1928.
La crítica de New York Times Judy Stone va escriure que la pel·lícula tracta sobre "els somnis i les possibilitats que existien al segle XIX i es van fer realitat al XX. Els invents de la llum elèctrica, el vol, el telèfon, les pel·lícules, la ràdio, la televisió i els microxips d'ordinador ara es donen per fets, però... la ciència també ha minvat el nostre sentit del miraculós". Stone va entrevistar Enyedi, qui va afirmar que "La gent que va aconseguir aquells invents podien fer-los perquè no tenien por. No creien en els governs ni en les ideologies polítiques, però encara eren capaços de creure en ells mateixos". En advertir que aquestes tecnologies poden suposar perills per al món, Enyedi va dir: "La nostra època s'ha tornat excessivament tècnica i sense ànima. La ciència ha perdut la seva base moral. Quan estava planejant la pel·lícula, vaig pensar en la cultura europea: on és ara i què passarà."
Az én XX. Századom va aparèixer al documental de Mark Cousins Women Make Film als episodis de Ciència-ficció i Temps. A l'episodi de ciència-ficció, la narradora Thandiwe Newton afirma que la pel·lícula és "una de les més inusuals del gènere de ciència-ficció", que va més enllà de "mons futurs o paral·lels, llocs d'escapament o versions velades del nostre propi malestar", i que Enyedi "mostra que la ciència-ficció no té límits."